# Big Boss' Festival
Le Big Boss' Festival est un ancien festival chrétien annuel en plein air qui se déroulait à Tavannes.
Le festival débute avec deux groupes régionaux - Petrolette et F.A.C. - et un public restreint en 1999. Dès le milieu des années 2000, il accueille chaque année plus de quatre mille personnes et plus de dix groupes internationaux répartis sur deux scènes.
Cette manifestation a lieu à la fin du mois de juin avec des concerts les vendredis et samedis soir et un culte avec la participation des églises de la région le dimanche. Des groupes régionaux comme SpookyHeavenSound, Living-G, Modern Day Heroes ou Joy Session ont défilé sur la scène, mais aussi des groupes ou artistes plus célèbres comme Nannup (France), Crushead (Allemagne), Tabitha Lemaire (Canada), John Schlitt (États-Unis), Superhero (Royaume-Uni), Sonicflood (E.U.), Matt Redman (R.U.) et Yfriday (R.U.).
En 2007, le festival était déplacé à la fin juillet, ce qui a provoqué une diminution du public, probablement pour cause de vacances et une augmentation des prix.
En 2008, le festival fêtait son dixième anniversaire avec Michael Tait comme invité principal. Il était accompagné de groupes tels que Yfriday, Verra Cruz, 29th Chapter, Volver, Triplet.
Les organisateurs désirant se retirer en 2008, et n'ayant trouvé personne pour prendre la relève, le festival cette année-là, le dixième, est aussi le dernier.